# Dolina Morawy
Dolina Morawy – dolina w Czechach.
Dolina Morawy jest to szeroka dolina położona jest we wschodniej części Czech. Od zachodu dolinę oganicza Czeskomorawska wyżyna czes. Českomoravska vrchovná, od południowego wschodu góry Karpaty i Jaworniki czes. Javorníky, a od północnego wschodu Jeseniki czes. Jesieník.
Głęboka dolina Morawy jest w szczytowej części uważana za słabo wykształconą niszę niwalną, w dolnym odcinku dolina przechodzi w Obniżenie Dolnomorawskie.
Dolina Morawy od najdawniejszych czasów stanowiła ważny szlak komunikacyjny, prowadzący z Czech i Moraw przez Bramę Morawską na Śląsk obecnie stanowi korytarz komunikacyjny łączący Ołomuniec z północną i południową częścią Moraw. Środkiem doliny płynie rzeka Morawa czes. Morava, od której wziął nazwę region Morawy.
Ważniejsze miasta położone w Dolinie Morawy:
- Brno
- Ołomuniec
- Ostrawa